# بیت عبید
بیت عبید، روستایی از توابع بخش مرکزی شهرستان شادگان در استان خوزستان ایران است.

## توضیح بیت عبید
شامل  بیت عبید . بیت اصلیط . بیت امیلح می‌باشد و در کل روستای بیت عبید می‌شوند.

## جمعیت
این روستا در دهستان جفال قرار دارد و براساس سرشماری مرکز آمار ایران در سال ۱۳۸۵، جمعیت آن ۸۴۱ نفر (۱۲۲خانوار) بوده‌است.